# Mayahi
Mayahi este un oraș din Niger.